# Vilar e Viveiro
Vilar e Viveiro ist eine portugiesische Gemeinde (Freguesia) im Kreis (Concelho) Boticas im Norden Portugals.

## Geschichte
Die Gemeinde entstand im Zuge der Gebietsreform vom 29. September 2013 durch die Zusammenlegung der ehemaligen Gemeinden Vilar und São Salvador de Viveiro. São Salvador de Viveiro wurde Sitz der neuen Verwaltung.

## Demographie
| Freguesia | Freguesia       | Freguesia | Freguesia       | ehemalige Freguesias    | ehemalige Freguesias | ehemalige Freguesias | ehemalige Freguesias |
| --------- | --------------- | --------- | --------------- | ----------------------- | -------------------- | -------------------- | -------------------- |
| Wappen    | Freguesia       | Einwohner | Fläche in (km²) | Wappen                  | Freguesia            | Einwohner            | Fläche in (km²)      |
|           | Vilar e Viveiro | 383       | 30,88           |                         | Vilar                | 194                  | 12,08                |
|           | Vilar e Viveiro | 383       | 30,88           | São Salvador de Viveiro | 293                  | 18,8                 |                      |